# Ain (departement)
Ain (01) is een departement in het oosten van Frankrijk, vernoemd naar de rivier de Ain, in de regio Auvergne-Rhône-Alpes.

## Geschiedenis
Oorspronkelijk was het gebied deel van Bourgondië; door de graven van Savoye werd het in 1601 deel van Frankrijk.
Het departement was een van de 83 departementen die werden gecreëerd tijdens de Franse Revolutie, op 4 maart 1790 door uitvoering van de wet van 22 december 1789. Het is een samenvoeging van vier provincies uit Bourgogne: Bresse, Bugey, het prinsdom Dombes en het Land van Gex en een deel van de provincie Franc-Lyonnais.
Het Land van Gex was afgescheiden van 1798 tot 1814, om vervolgens weer aangesloten te worden bij het oude departement Léman.
De bewoners spraken vanaf de 13de eeuw een aparte taal, het Bressaans. Deze taal werd tot in de 20e eeuw gesproken. Tegenwoordig wordt het niet meer als dagelijkse taal gebruikt.
Zes gemeenten in de omgeving van Lyon werden in 1967 afgescheiden en aangesloten aan het departement Rhône.

## Geografie
De Ain maakt deel uit van de regio Auvergne-Rhône-Alpes. Het is omringd door de departementen Jura, Saône-et-Loire, Rhône, Isère, Savoie en de Haute-Savoie alsook door de Zwitserse kantons Genève en Vaud.
Het gebied wordt door de Ain van noord naar zuid verdeeld. Het westen bestaat uit vlaktes en lage plateaus. Het oosten is meer bergachtig met uitlopers van de Jura. De hoogste berg van Ain (en van de Jura als geheel) is de Crêt de la Neige, die 1720 meter hoog is.
Rivieren: de Ain, de Saône, de Rhône, de Veyle, de Chalaronne, de Reyssouze.
De Ain bestaat uit de vier arrondissementen:
- Belley
- Bourg-en-Bresse
- Gex
- Nantua

De Ain heeft 23 kantons:
- Kantons van Ain

De Ain heeft 408 gemeenten (stand op 1 januari 2015):
- Lijst van gemeenten in het departement Ain

## Demografie

### Demografische evolutie sinds 1962
| Naam       | Index 1962 | Index 1968 | Index 1975 | Index 1982 | Index 1990 | Index 1999 | Index 2008 | Index 2019 |
| ---------- | ---------- | ---------- | ---------- | ---------- | ---------- | ---------- | ---------- | ---------- |
| Ain        | 100,0      | 103,7      | 115,1      | 127,9      | 144,0      | 157,5      | 177,7      | 199,5      |
| Frankrijk* | 100,0      | 107,1      | 113,3      | 117,0      | 121,9      | 126,0      | 133,8      | 140,1      |

| Naam       | Inw./Km² 1962 | Inw./km² 1968 | Inw./km² 1975 | Inw./km² 1982 | Inw./km² 1990 | Inw./km² 1999 | Inw./km² 2008 | Inw./km² 2019 |
| ---------- | ------------- | ------------- | ------------- | ------------- | ------------- | ------------- | ------------- | ------------- |
| Ain        | 56,8          | 58,9          | 65,3          | 72,6          | 81,7          | 89,4          | 100,9         | 113,2         |
| Frankrijk* | 84,2          | 90,1          | 95,4          | 98,5          | 102,7         | 106,1         | 112,7         | 119,7         |

Frankrijk = exclusief overzeese gebieden.
Bron: Recensement Populaire INSEE - 1962 tot 1999 population sans doubles comptes, nadien Population Municipale
Op 1 januari 2022 had Ain 671.289 inwoners.

### De 10 grootste gemeenten in het departement
| Nr. | Gemeente            | Aantal inwoners (2022) |
| --- | ------------------- | ---------------------- |
| 1   | Bourg-en-Bresse     | 42.065                 |
| 2   | Oyonnax             | 22.378                 |
| 3   | Valserhône          | 16.162                 |
| 4   | Ambérieu-en-Bugey   | 15.554                 |
| 5   | Saint-Genis-Pouilly | 14.584                 |
| 6   | Gex                 | 13.455                 |
| 7   | Ferney-Voltaire     | 11.530                 |
| 8   | Miribel             | 10.450                 |
| 9   | Divonne-les-Bains   | 10.300                 |
| 10  | Belley              | 9.270                  |

## Afbeeldingen

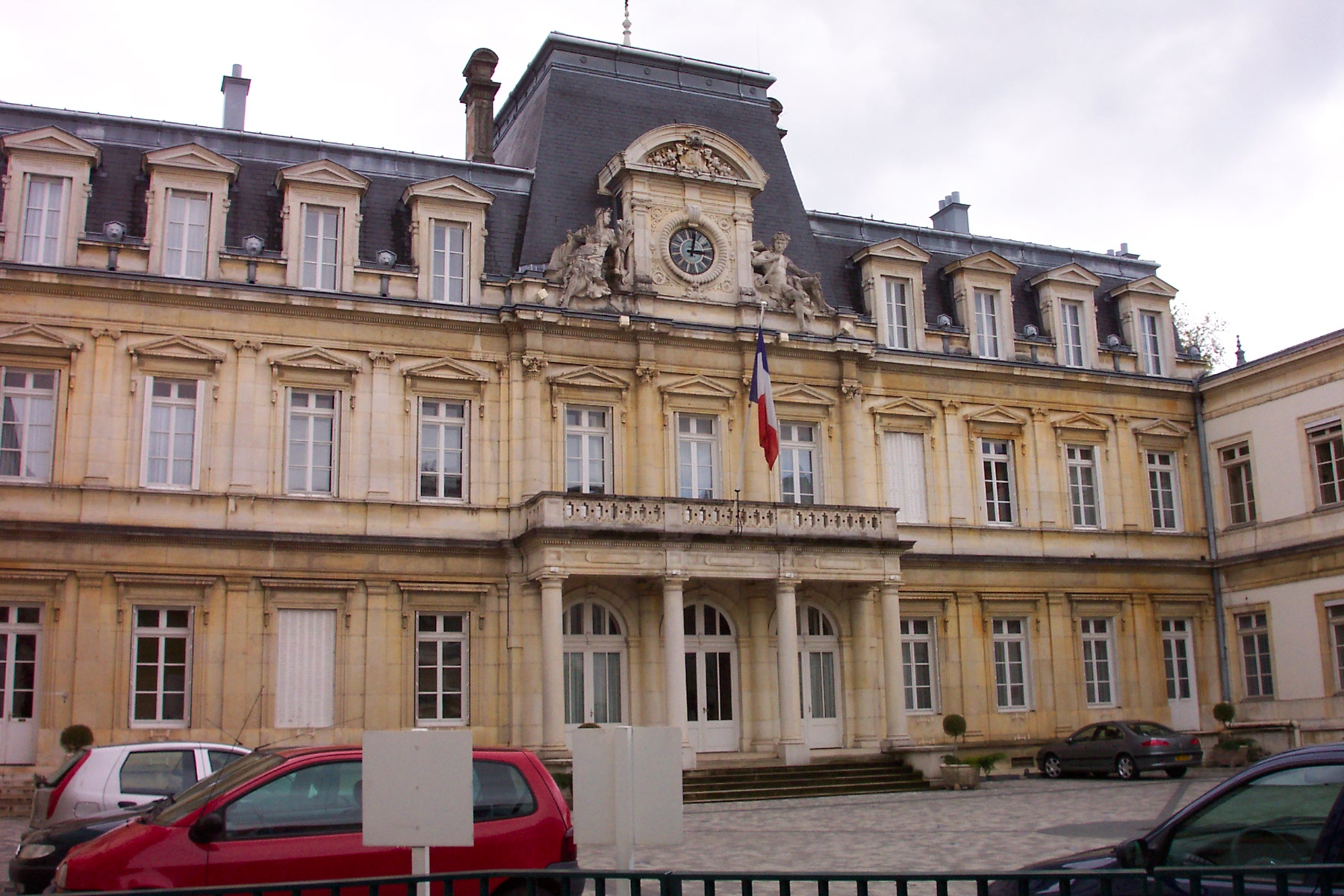
Préfecture van het departement te Bourg-en-Bresse
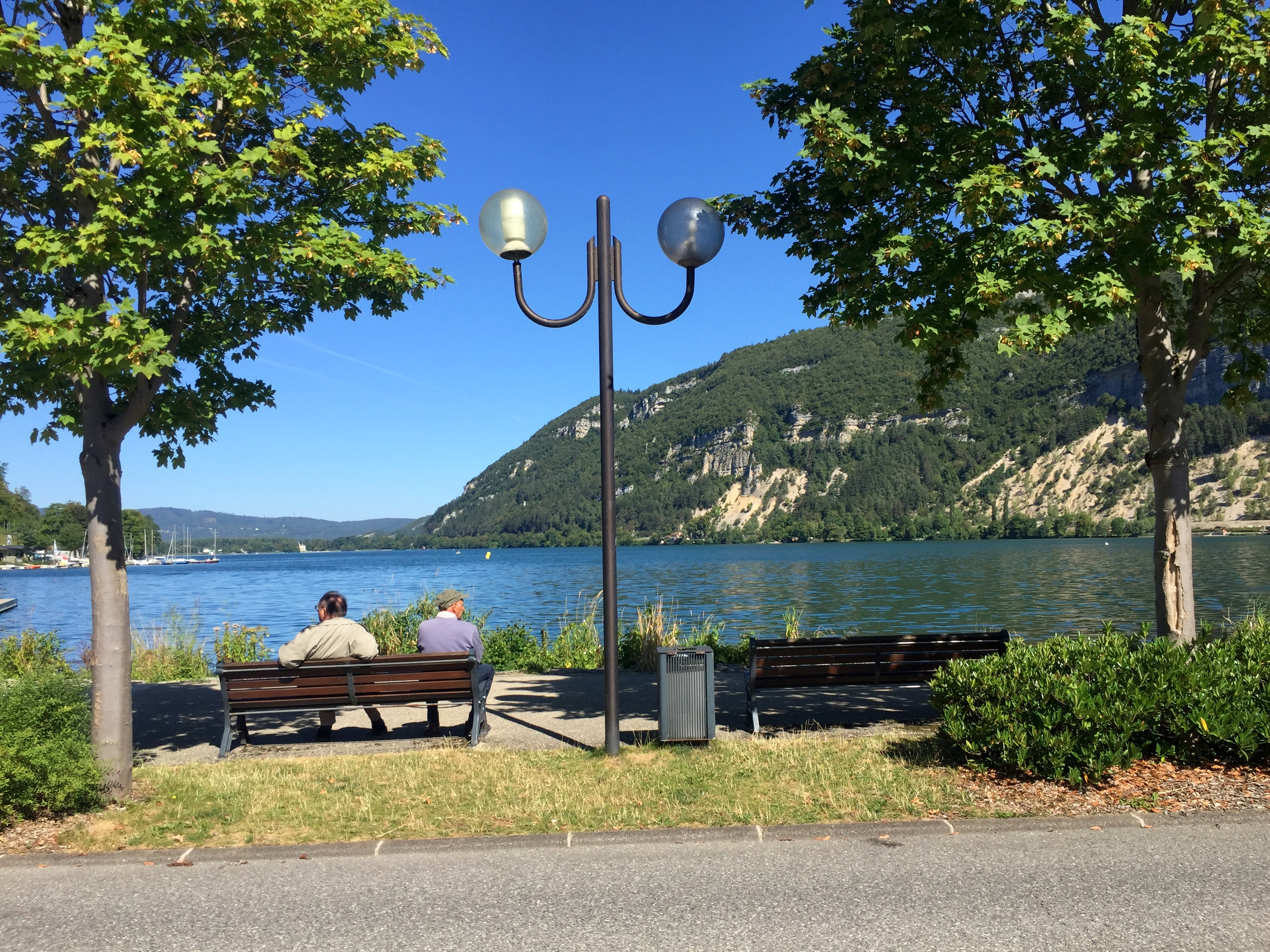
Meer van Nantua
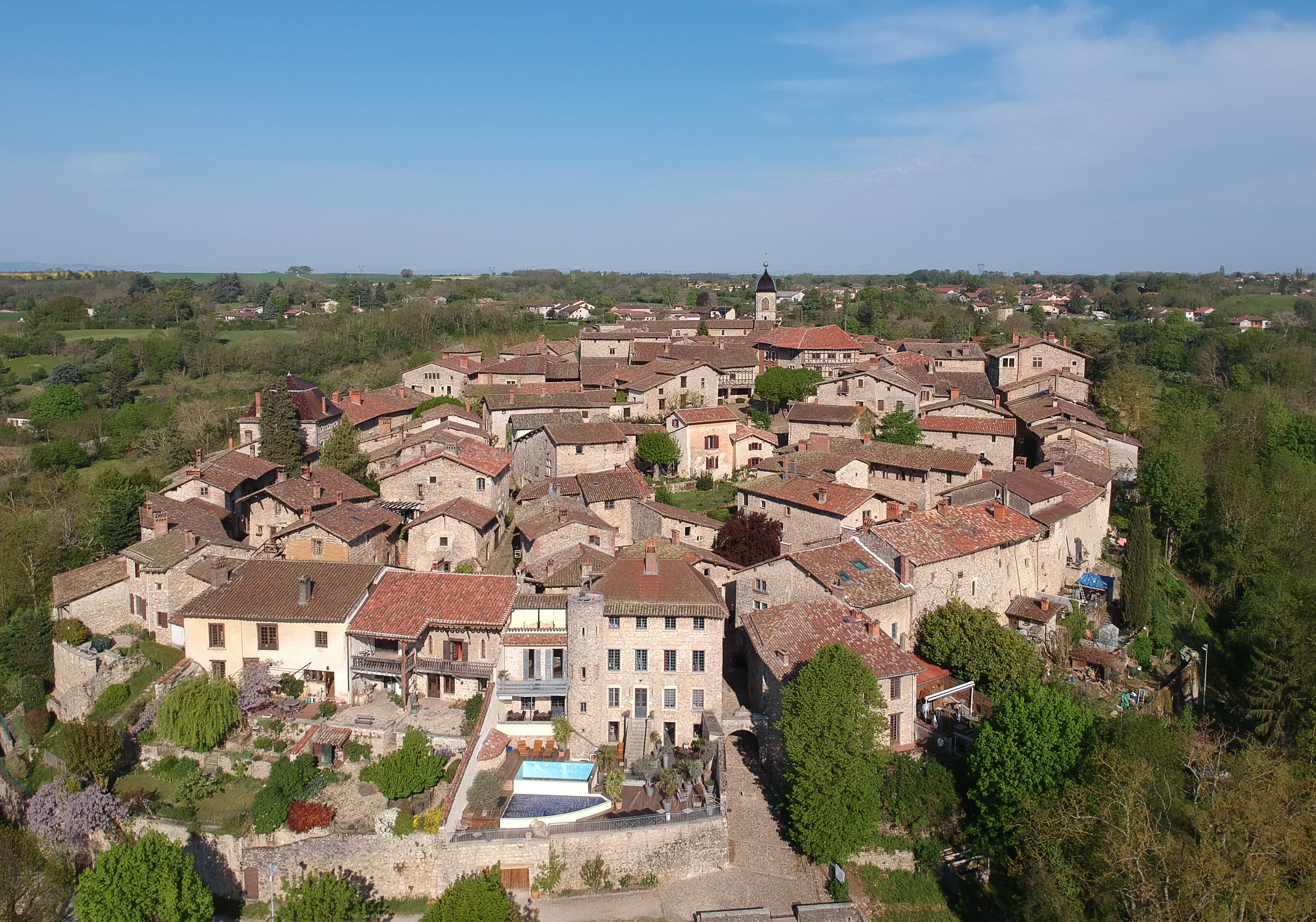
Pérouges
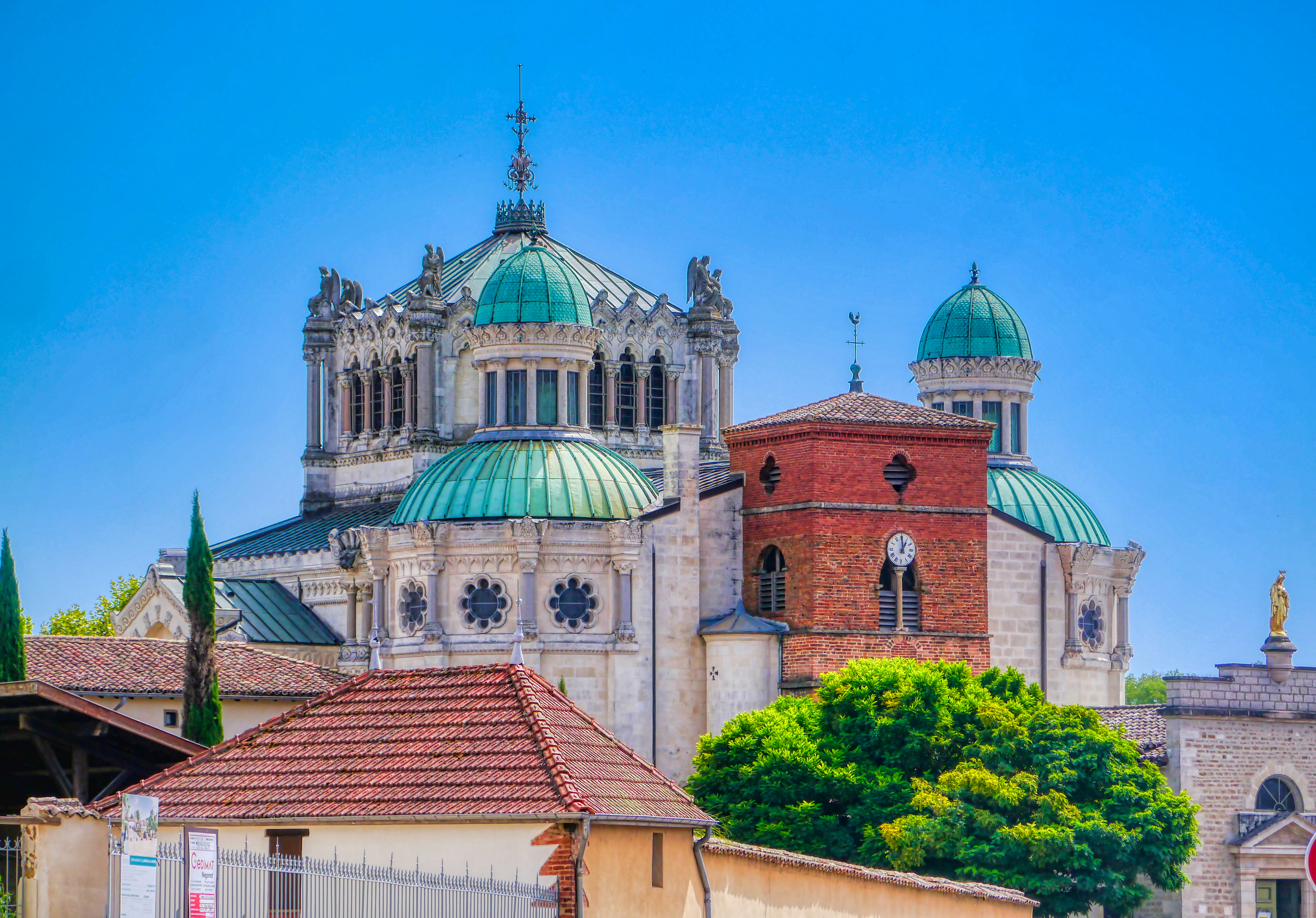
Basilique Saint-Sixte, Ars-sur-Formans
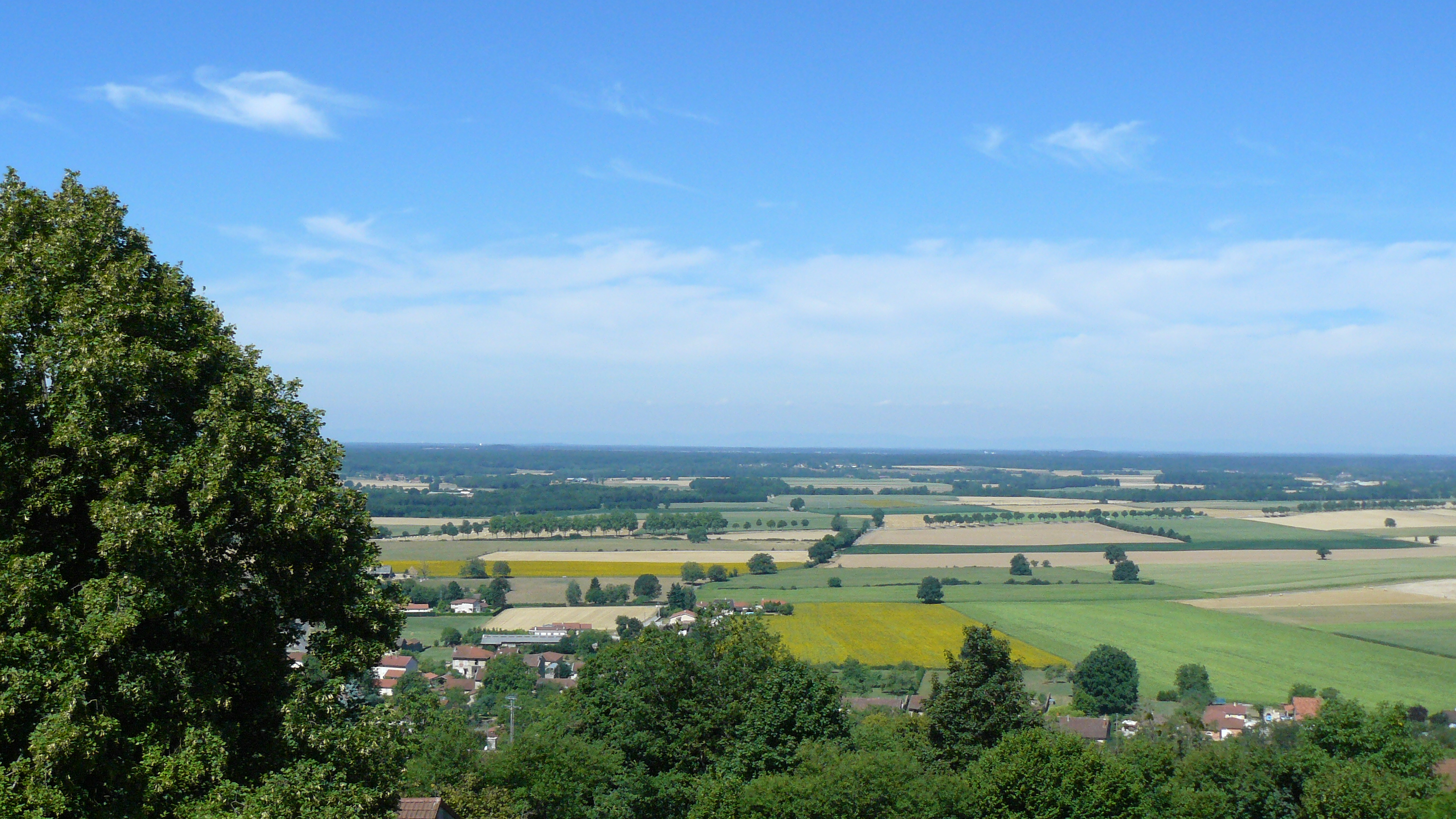
Landschap bij Saint-Martin-du-Mont
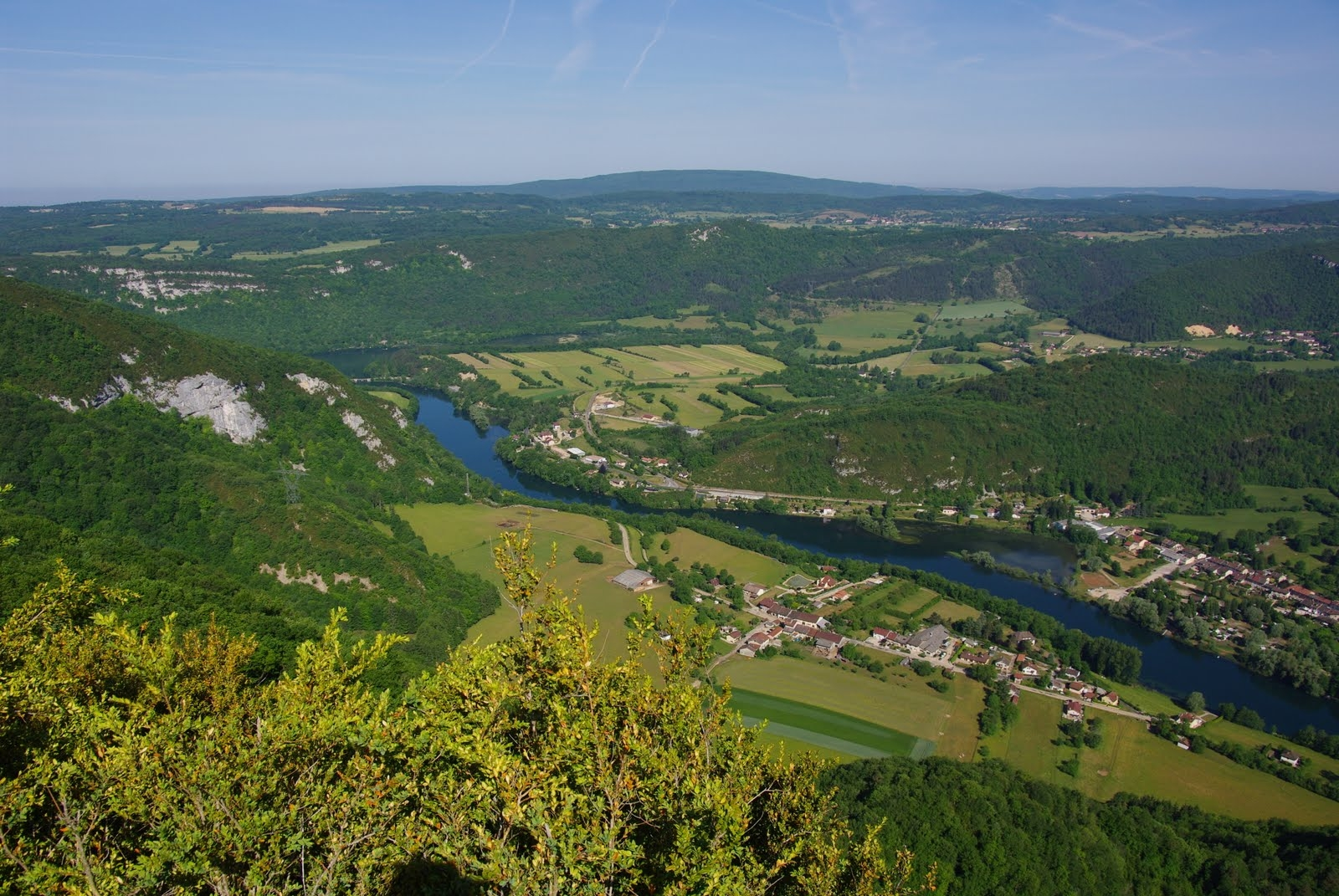
De Ain bij Thoirette

01 Ain · 02 Aisne · 03 Allier · 04 Alpes-de-Haute-Provence · 05 Hautes-Alpes · 06 Alpes-Maritimes · 07 Ardèche · 08 Ardennes · 09 Ariège · 10 Aube · 11 Aude · 12 Aveyron · 13 Bouches-du-Rhône · 14 Calvados · 15 Cantal · 16 Charente · 17 Charente-Maritime · 18 Cher · 19 Corrèze · 2A Corse-du-Sud · 2B Haute-Corse · 21 Côte-d'Or · 22 Côtes-d'Armor · 23 Creuse · 24 Dordogne · 25 Doubs · 26 Drôme · 27 Eure · 28 Eure-et-Loir · 29 Finistère · 30 Gard · 31 Haute-Garonne · 32 Gers · 33 Gironde · 34 Hérault · 35 Ille-et-Vilaine · 36 Indre · 37 Indre-et-Loire · 38 Isère · 39 Jura · 40 Landes · 41 Loir-et-Cher · 42 Loire · 43 Haute-Loire · 44 Loire-Atlantique · 45 Loiret · 46 Lot · 47 Lot-et-Garonne · 48 Lozère · 49 Maine-et-Loire · 50 Manche · 51 Marne · 52 Haute-Marne · 53 Mayenne · 54 Meurthe-et-Moselle · 55 Meuse · 56 Morbihan · 57 Moselle · 58 Nièvre · 59 Noorderdepartement · 60 Oise · 61 Orne · 62 Pas-de-Calais · 63 Puy-de-Dôme · 64 Pyrénées-Atlantiques · 65 Hautes-Pyrénées · 66 Pyrénées-Orientales · 67 Bas-Rhin · 68 Haut-Rhin · 69D Rhône · 69M Métropole de Lyon · 70 Haute-Saône · 71 Saône-et-Loire · 72 Sarthe · 73 Savoie · 74 Haute-Savoie · 75 Parijs · 76 Seine-Maritime · 77 Seine-et-Marne · 78 Yvelines · 79 Deux-Sèvres · 80 Somme · 81 Tarn · 82 Tarn-et-Garonne · 83 Var · 84 Vaucluse · 85 Vendée · 86 Vienne · 87 Haute-Vienne · 88 Vosges · 89 Yonne · 90 Territoire de Belfort  · 91 Essonne · 92 Hauts-de-Seine · 93 Seine-Saint-Denis · 94 Val-de-Marne · 95 Val-d'Oise
Départements d'outre-mer: 971 Guadeloupe · 972 Martinique · 973 Guyane · 974 Réunion · 976 Mayotte